# Альберт Беклес
Альберт Беклес (англ. Albert Beckles; нар. 14 липня 1930, на острові Барбадос) — видатний англійський бодібілдер. Учасник більш ніж 100 змагань з бодібілдингу. Знаменитий спортивним довголіттям і феноменально розвиненим загостреним піком біцепса.

## Біографія
Альберт Беклес народився 14 липня 1930 року на острові Барбадос, який був колонією Великої Британії. З 10 років займався важкою атлетикою, що дозволило йому покращити свої силові показники і набрати масу.
Переїхавши до Англії серйозно займався пауерліфтингом. Вступив на військову службу уклавши контракт з Міністерством Оборони Великої Британії строком на 20 років. Під час служби йому вдавалося підтримувати форму. Після виходу у відставку Беклс почав наполегливо тренуватися. Він займався двічі на день сім разів на тиждень. Незабаром він отримав карту професіонала IFBB і відразу здобув дві перемоги на «Містер Юніверс» в 1971 і 1973 році. Після цього успіху його кар'єра тривала понад 20 років. За цей час Беклс взяв участь в більш ніж ста змаганнях, в десяти з яких здобув перемогу. Беклес 13 разів брав участь в турнірі Містер Олімпія — це був рекорд IFBB. Шість разів входив до п'ятірки найсильніших: Містер Олімпія 1975 — 3-й, Містер Олімпія 1977 — 4-й, Містер Олімпія 1982 — 5 -й, Містер Олімпія 1984 — 4 — й, Містер Олімпія 1985 — 2 -й, Містер Олімпія 1986 — 4 -й. Найбільший успіх на «Містер Олімпія» 2-е місце в 1985 році, тоді 55 річний атлет програв у фіналі 26-річному супернику, майбутньому 8-разовому чемпіону Лі Хейні. Альберт Беклес завершив професійну кар'єру в 1992 році у віці 62 років.
Зараз Беклес живе в Лос-Анджелесі, США.

## Антропометрія
- Зріст 170 см
- Змагальний вага 99 кг
- Біцепс 48 см
- Шия 42 см
- Грудна клітка 123 см
- Талія 79 см
- Стегно 64 см
- Гомілка 42 см